# Pigeonnier troglodyte de Font-d'Erbies
Le pigeonnier troglodyte de Font-d'Erbies est un bâtiment situé sur la résurgence de Font-d'Erbies, sur le territoire de la commune des Crégols, en France.

## Localisation
Le pigeonnier est situé dans le département français du Lot.

## Historique
Le pigeonnier troglodyte a été construit a une date difficile à préciser, entre le XVIIe siècle et le XIXe siècle.
Le pigeonnier est inscrit au titre des monuments historiques le 16 janvier 2012.

## Description
Le pigeonnier troglodyte est situé au-dessus de la résurgence du Font d'Erbies qui surgit d'une anfractuosité de la falaise, perdue sur le causse de Limogne, entre Crégols et Lugagnac.
Ce bâtiment exceptionnel a été réalisé dans la falaise sur un arc maçonné. Il n'est accessible qu'à l'aide d'une échelle.